# Anchon nodicornis
Anchon nodicornis är en insektsart som beskrevs av Ernst Friedrich Germar 1849. Anchon nodicornis ingår i släktet Anchon och familjen hornstritar. Inga underarter finns listade i Catalogue of Life.